# Erinnerungsvermögen
Erinnerungsvermögen ist die Fähigkeit, im Langzeitgedächtnis vorhandene Erinnerungen zu finden (z. B. sich an Erlebnisse zu erinnern, an einmal gesehene Gesichter – diese wiederzuerkennen und sich auch an den dazugehörigen Namen zu erinnern oder alphanumerische bzw. numerische Informationen aus dem Gedächtnis abzurufen).
Das Erinnerungsvermögen ist nicht zu verwechseln mit der Fähigkeit, sich auswendig gelerntes Wissen aus dem Kurzzeitgedächtnis ins Bewusstsein zu rufen.